# Spinoaequalis
Spinoaequalis – rodzaj jednego z pierwszych diapsydów z rzędu areoscelidów. Jego skamieniałości odkryto w stanie Kansas (USA). Żył w późnym karbonie.
Gad ten powrócił od środowiska wodnego lecz wracał czasami na suchy ląd. W wodzie poruszał się prawdopodobnie dzięki bocznie spłaszczonemu ogonowi. Był niewielkim zwierzęciem, osiągał 30cm długości. Jego nazwa oznacza "symetryczne kręgi".